# Беликов, Виталий Вячеславович
Виталий Вячеславович Беликов (род. 17 мая 2000, Петропавловск-Камчатский) — российский офицер Войск радиационной, химической и биологической защиты Российской Федерации в составе Сухопутных войск Российской Федерации, гвардии лейтенант, командир тяжёлого огнемётного взвода 1 гвардейской мобильной бригады радиационной, химической и биологической защиты. Герой Российской Федерации (2023).

## Биография
Родился 17 мая 2000 года в городе Петропавловск-Камчатский. Затем его семья переехала в село Двуречка Липецкой области. С 2012 по 2017 годы проходил обучение и окончил кадетский класс Липецкой средней школы № 14. С 2017 года служит в рядах Вооружённых сил Российской Федерации. Поступил и завершил обучение в Военной академии радиационной, химической и биологической защиты в городе Костроме. По окончании присвоено звание лейтенанта. Был распределён в первую мобильную бригаду радиационной, химической и биологической защиты, которая дислоцировалась в Саратовской области.
С 24 февраля 2022 года принимал участие во вторжении России на Украину. В составе своего подразделения участвовал в боевых действиях на Запорожском направлении в должности командира тяжёлого огнемётного взвода.
Указом Президента Российской Федерации (закрытым) 23 сентября 2023 года за мужество и героизм, проявленные при исполнении воинского долга, лейтенанту Беликову Виталию Вячеславовичу было присвоено звание Герой Российской Федерации.
Награда была вручена 23 декабря 2023 года в Военно-научном комплексе войск РХБЗ начальником войск РХБЗ генералом-лейтенантом Игорем Кирилловым.
Продолжил служить в Войсках радиационной, химической и биологической защиты Российской Федерации.

## Награды
- Герой Российской Федерации (23.09.2023)